# Oddziaływanie krótkozasięgowe
Oddziaływanie krótkozasięgowe – oddziaływanie fizyczne odbywające się za pośrednictwem pola sił o skończonym zasięgu (tj. silne i słabe siły jądrowe); są związane z wymianą wirtualnych bozonów o niezerowych masach, jakimi są na przykład bozony W i Z.